# Епархия Мератха
Епа́рхия Ме́ратха (лат. Dioecesis Meerutensis) — епархия Римско-Католической церкви c центром в городе Мератх, Индия. Епархия Мератха входит в митрополию Агры. Кафедральным собором епархии Мератха является собор святого Иосифа.

## История
20 февраля 1956 года Римский папа Пий XII выпустил буллу Quandoquidem Christus, которой учредил епархию Лакхнау, выделив её из архиепархии Агры.

## Ординарии епархии
- епископ Giuseppe Bartolomeo Evangelisti (29.02.1956 — 3.08.1973);
- епископ Patrick Nair (5.04.1974 — 3.12.2008);
- епископ Francis Kalist (3.12.2008 — по настоящее время).

## Источник
- Annuario Pontificio, Libreria Editrice Vaticana, Città del Vaticano, 2003, ISBN 88-209-7422-3
- Булла Quandoquidem Christus, AAS 48 (1956), стр. 555  (лат.)